# Cucaburra comú
El cucaburra (Dacelo novaeguineae) és una espècie d'ocell de la família dels alcedínids (Alcedinidae) que habita boscos, terres de conreu i ciutats de l'est d'Austràlia, des del nord-est de Queensland cap al sud fins a Victòria, i, cap a l'oest fins al sud-est d'Austràlia Meridional. S'ha introduït en altres llocs d'Austràlia.

## Nom i hàbits
Rep el nom de cucaburra cridador en raó del seu crit. Aquest crit és utilitzat en molts films com a so de fons per a escenes de jungla: Tarzan, Indiana Jones i els aventurers de l'arca perduda, Jurassic Park: el món perdut, etc. a tal punt que l'imaginari collectiu, aquest crit s'ha associat a la selva tropical.
Viu en un territori molt estès, que comprèn medis variats: boscs d'eucaliptus, boscs més densos, brosses o savanes, i fins zones periurbanes i parcs municipals.
És un blauet gegant, essent una de les espècies més gran de la família dels alcedínids: pot fer fins a 45 cm.
És sedentari: les parelles reproductores trien un territori i hi estan tot l'any per a fer el niu i caçar. Generalment, membres de les covades precedents els ajuden a protegir la zona i a prendre cura dels petits. Per a nodrir-se el cucaburra caça animals petits que copsa amb agafa amb el seu bec en forma de punyal. Per a matar de més grossos, els tusta contra el terra o contra una branca.
El crit del cucaburra serveix justament a marcar el seu territori i indicar als altres ocells de restar apartats. Si un ocell rival hi respon, el grup sencer es posa a cridar per a fer llur crit més impressionant. Altres sons específics li permeten de comunicar únicament amb la seva família. Canta sovint d'hora al matí o al començament del vespre o de la nit, la qual cosa li va el sobrenom de rellotge del bushman.
Com que viu en una vasta zona d'hàbitat i que la seua població no decreix pas, no és considerada com a amenaçada.